# Invergordon
Invergordon è una città portuale della Scozia.
Nel 1931 un migliaio di marinai che equipaggiavano le unità della Royal Navy attraccate nel porto di Invergordon, si ammutinarono (in effetti scioperarono) per protestare contro la riduzione degli stipendi decisa dal governo inglese per diminuire la spesa pubblica